# Diabete insipido
Il diabete insipido, o DIN, è una malattia caratterizzata da poliuria (eccessiva minzione) e da diminuita capacità del rene di concentrare le urine, che si traduce in urine abbondanti e molto diluite.
Nonostante il nome, la malattia presenta meccanismi fisiopatologici molto diversi rispetto al diabete mellito, infatti in caso di DIN non si riscontrano alterazioni nella concentrazione di glucosio nel sangue e nelle urine, che dagli esami risultano quindi nella norma.

## Eziologia
- La forma più frequente è di tipo ipofisario, per mancanza di ADH (vasopressina).
  1. Idiopatico, circa 1/3 dei casi.
    - Alcuni casi sono a trasmissione dominante.
    - In altri si trovano anticorpi contro le cellule produttrici di vasopressina.

  2. Secondario, circa 2/3 dei casi.
    - Per tumori ipofisari o in prossimità, o per metastasi
    - Per traumatismi, operazioni neurochirurgiche
    - Encefalite, meningite e altri.
- Diabete nefrogenico (DIN), raro
  1. forma congenita in due varianti
    1. DIN recessivo legato al cromosoma X, gene mutante Xq28 che codifica per i recettori di tipo 2 della vasopressina
    2. DIN autosomico recessivo. Il gene in questione codifica per l'acquaporina 2, che risulta deficitaria a livello dei tubuli collettori renali.

  2. Affezioni secondarie a danni tubulari, ipokaliemia, ipercalcemia, farmaci.

## Patologia

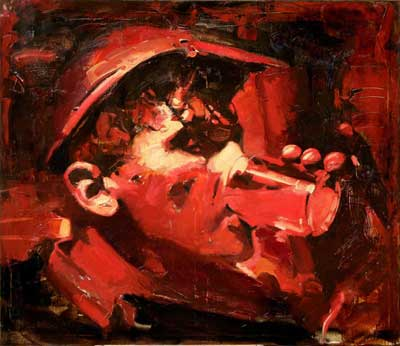
La polidipsia (sete incoercibile) è un sintomo della patologia

Il mancato controllo da parte dell'ADH compromette il riassorbimento tubulare distale e collettore, con poliuria (emissione di 5-25 litri di urina nelle 24h) e ipostenuria.
Per riflesso il paziente presenta una sete incoercibile (polidipsia). Nei bambini al di sotto dei 2 anni si può avere diarrea invece della poliuria. La mancanza di iperglicemia esclude praticamente la diagnosi di diabete mellito.

## Diagnosi
La diagnosi differenziale si effettua escludendo la polidipsia psicogena, il diabete mellito e l'abuso di diuretici.
La determinazione dell'osmolarità urinaria dopo prova di assetamento o dopo amministrazione di arginina-vasopressina è diagnostica.
- Prova di assetamento. In un soggetto sano comporta un aumento dell'osmolarità urinaria. Nel diabete insipido questa resta <300mOsm/L, mentre l'osmolarità plasmatica supera le 295mOsm/L. Non bere per lungo tempo può provocare una disidratazione ipertonica senza perdita di elettroliti.
- Test secondo Hickey-Hare. Se si sospetta un'assunzione di liquidi durante la prova di assetamento, si somministrano soluzioni ipertoniche che procurano risultati fisiologici e patologici identici alla prova da assetamento.
- Test alla desmopressina. Controindicata in caso di insufficienza coronarica per i suoi effetti vasospastici. Dopo questa somministrazione l'osmolarità urinaria aumenta in caso di diabete insipido centrale, ma non nel nefrogenico.

La determinazione dell'ADH è raramente necessaria. In caso di polidipsia psicogena sia l'ADH che l'osmolarità urinaria si elevano. 
Occorre escludere un tumore ipofisario o ipotalamico mediante tomografia computerizzata o imaging a risonanza magnetica.

## Trattamento
Il trattamento dev'essere eziologico, cioè occorre curare l'affezione sottostante.
Utile la desmopressina orale o intranasale in caso di diabete insipido centrale. 
Il diabete nefrogenico si cura paradossalmente con diuretici tiazidici come per esempio il clortalidone, tali farmaci sono poi aiutati dai FANS, come per esempio l'indometacina, perché riducono la filtrazione glomerulare.